# J·A·Q·
Das J·A·Q· (Jimi U - Albert Mair Quintett) ist ein in Österreich agierendes Jazzquintett. Es besteht seit 36 Jahren in kaum veränderter Besetzung. Gründungsmitglied sind der aus den USA (Pittsburgh) stammende Sänger Jimi U, und der Wiener Albert Mair am Piano.

## Bandgeschichte
Die erste Besetzung bestand aus Jimi U (Vocals), Albert Mair (Piano), Martin Fuss (Saxophon/Flöte), Johannes Strasser (Bass) und dem leider schon verstorbenen Karl Prosenik am Schlagzeug. Noch im selben Jahr wurde der Bass mit Heinz Jäger neubesetzt. In dieser Besetzung bestand die Band weitere Jahre. Nach einem kurzen Intermezzo von Walter Grassmann spielt seither Klaus Göhr Schlagzeug im J·A·Q·.
1999 wurde anlässlich der Weihnachts-CD die Sängerin Carole Alston für zwei Lieder engagiert. Die Begeisterung der Musiker und der Erfolg dieser CD integrierte sie für mehr als neun Jahre ins Ensemble (J·A·Q· plus). Derzeit besteht die Band wieder in der Quintett-Formation.
2003 gründeten die Instrumentalisten des J·A·Q· gemeinsam mit Richard Oesterreicher † (Mundharmonika), Paul Fields † (Violine), Peter Valentin (Gesang) und dem 2016 verstorbenen Klaus Schulz als „G´schichtl Drucker (Anekdoten Erzähler)“ das Ensemble Wiener Standards. Hier wird versucht die Wiener Musik im Stile der US-amerikanischen Jazzstandards zu interpretieren.
Nachdem Heinz Jäger seinen Ruhestand leider wörtlich nimmt, wurde ab 2022 Harry Putz als sein Nachfolger auserkoren.

## Diskografie
- Live at Porgy & Bess: 25 Very Good Years
- 2 Sing 4 Swing
- Silent Night with JAQ
- At Last
- Inseparable
- Wiener Standards

Alle Werke sind bei Jive Music erschienen.